# Sonya Hunter
Sonya Renee Hunter (* 1965) ist eine in San Francisco lebende US-amerikanische Sängerin und Songwriterin.

## Diskografie
- Favorite Short Stories (1991)
- Geography (1993)
- Peasant Pie (1995)
- Finders Keepers (1995)
- Headlights and Other Constellations (1998)
- Expecting to Fly (1999)
- Sun In Mind (2002)